# Octavio Ontivero
Octavio Damián Ontivero (El Jagüel, 10 gennaio 2006) è un calciatore argentino, difensore del Lanús.

## Caratteristiche tecniche
Gioca come terzino sinistro.

## Carriera

### Club
Cabrera è cresciuto nel settore giovanile del Lanús, con cui ha firmato il primo contratto professionistico nel 2023. Ha debuttato in prima squadra il 30 maggio 2024 nell'incontro di Coppa Sudamericana vinto 1-0 contro il Cuiabá.

### Nazionale
Nel 2023 con la Argentina Under-17 ha partecipato al campionato sudamericano ed al campionato mondiale di categoria.
In seguito ha giocato anche con la nazionale argentina Under-20.

## Statistiche

### Presenze e reti nei club
Statistiche aggiornate al 4 maggio 2025.
| Stagione        | Squadra         | Campionato      | Campionato | Campionato | Coppe nazionali | Coppe nazionali | Coppe nazionali | Coppe continentali | Coppe continentali | Coppe continentali | Altre coppe | Altre coppe | Altre coppe | Totale | Totale | Totale |
| Stagione        | Squadra         | Comp            | Pres       | Reti       | Comp            | Pres            | Reti            | Comp               | Pres               | Reti               | Comp        | Pres        | Reti        | Pres   | Reti   |        |
| --------------- | --------------- | --------------- | ---------- | ---------- | --------------- | --------------- | --------------- | ------------------ | ------------------ | ------------------ | ----------- | ----------- | ----------- | ------ | ------ | ------ |
| 2024            | Lanús           | PD              | 4          | 0          | CA+CdL          | 0               | 0               | CS                 | 1                  | 0                  | -           | -           | -           | 5      | 0      |        |
| 2025            | Lanús           | PD              | 1          | 0          | CA              | 1               | 0               | CS                 | 0                  | 0                  | -           | -           | -           | 2      | 0      |        |
| Totale carriera | Totale carriera | Totale carriera | 5          | 0          |                 | 1               | 0               |                    | 1                  | 0                  |             | -           | -           | 7      | 0      |        |